# Полонская, Елизавета Григорьевна
Елизаве́та Григо́рьевна Поло́нская (урождённая Мовшенсо́н, Мовшензо́н; 14 [26] июня 1890 или 26 июня 1890, Варшава, Российская империя — 11 января 1969[…], Ленинград, СССР) — русская и советская писательница и поэтесса, переводчица, журналистка.

## Биография
Родилась в семье инженера-путейца Григория Львовича Мовшенсона (1861—1915), уроженца Двинска, и Шарлотты Ильиничны (урождённой Мейлах, 1861—1946), родом из Белостока. Брат — Александр Григорьевич Мовшенсон, театровед, искусствовед.
Раннее детство провела в Белостоке, затем до 15 лет — в Лодзи. В конце 1905 года, опасаясь погромов,  семья переехала в Берлин, где Лиза посещала социал-демократический кружок. С конца 1906 года Мовшенсоны постоянно жили в Петербурге. Лиза окончила частную гимназию Хитрово, участвовала в рабочих кружках, занималась доставкой подпольной литературы из Финляндии. В сентябре 1908 года, когда возникла угроза ареста, уехала к дальним родственникам во Францию. Окончила медицинскую школу Сорбонны (1914). Входила в группу содействия большевикам (до 1910 года), там в начале 1909 года познакомилась с И. Эренбургом, с которым у неё завязался непродолжительный роман. Вместе они издавали юмористические журналы, для которых Полонская написала первые стихи. В 1912—1914 годах выступала со стихами в Русской академии.
В 1914 году, с началом войны, служила врачом военного госпиталя в Нанси. В 1915 году вернулась в Россию, получила диплом в Юрьевском университете, сразу же была призвана в 8-ю армию Юго-Западного фронта; в августе была зачислена врачом в эпидемический отряд, где познакомилась с будущим мужем — киевским инженером Львом Полонским (брак длился недолго). В декабре 1916 года у неё родился сын Михаил (1916—1995).
В апреле 1917 года Полонская приехала в Петроград. Служила врачом в фабричных амбулаториях. В 1919—1920 годах занималась в литературной студии у Н. Гумилёва, К. Чуковского и М. Лозинского. В сентябре 1920 года была принята в члены-соревнователи новообразованного Союза поэтов.
Участвовала в заседаниях и литературных вечерах студии «Всемирной литературы», Вольной философской ассоциации, Союза поэтов, Дома искусств. Была единственной женщиной в литературной группе «Серапионовы братья».
С 1922 года занималась переводами стихов У. Шекспира, В. Гюго, Р. Киплинга, Ю. Тувима и других, а также армянского эпоса «Давид Сасунский». В 1930-х годах — корреспондент газеты «Ленинградская правда».
Для творчества Полонской характерен социальный пафос. Небольшая поэма «Про очаг и ясли и пирог на масле» посвящена нелёгкой, но счастливой жизни детей и взрослых в Стране Советов.

## Адреса в Петрограде
1923 — Загородный пр., 12, кв. 6

## Избранная библиография
О, Запад есть Запад, Восток есть

Восток, и с мест они не сойдут,

Пока не предстанет Небо с Землёй

на Страшный Господень Суд.

Но нет Востока, и Запада нет, что —

племя, родина, род,

Если сильный с сильным лицом к лицу

У края земли встаёт?
Из "Баллады о Востоке и Западе" 
Джозефа Редьярда Киплинга 
(перевод Е. Г. Полонской)

### Поэзия
- Знамения: [Стихи]. Пг.: Эрато, 1921. — 50 с.
- Под каменным дождём: [Стихи]. 1921—1923. Пг.: Полярная звезда, 1923. — 54 с.
- Упрямый календарь: Стихи и поэмы. 1924—1927. Л.: Изд-во писателей в Ленинграде, 1929. — 92, [4] с.
- Года: Избр. стихи. [Л.]: Изд-во писателей в Ленинграде, [1935]. — 165, [4] с.
- Новые стихи: 1932—1936. Л.: Гослитиздат, 1937. — 117, [3] с.
- Времена мужества: Стихи; Портрет: Поэма. Л.: Гослитиздат, 1940. — 80 с.
- Камская тетрадь: Стихи. [Молотов]: Молотовгиз, 1945. — 48 с.
- Стихотворения и поэма. Л.: Сов. писатель, 1960. — 150 с.
- Избранное. М.—Л.: Худ. лит., 1966. — 160 с.
- Стихотворения и поэмы — СПб.: Изд-во Пушкинского дома; Изд-во ООО «Первый ИПХ», 2010. — 384 с. — (Новая Библиотека поэта. Малая серия).

#### Для детей
- Зайчата / Картинки А. А. Радакова. Пг.—М.: Радуга, 1923. — 14 с.
  - Картинки Ю. Хржановского. 2-е изд. М.—Л.: Радуга, 1924. — [12] с.
  - С рис. В. Сварога. 3-е изд. [Л.—М.]: Радуга, [1926]. — [12] с.
  - С рис. В. Сварога. 4-е изд. [Л.—М.]: Радуга, [1926]. — [12] с.
- Гости / Картинки С. Чехонина. М.—Л.: Книга, 1924. — 16 с.
- Про пчёл и про Мишку-медведя; Муравейград / Рис. Б. Покровского. Л.: Гос. изд-во, 1926. — [14] с.
- Город и деревня / Рис. Н. Лапшина. [М.]: Гос. изд-во, 1927. — [12] с.
- Про очаг да ясли и пирог на масле / Рис. А. Ефимовой. М.—Л.: Гос. изд-во, 1927. — 14, [2] с.
- Про пчёл и про Мишку-медведя. [М.]: Гос. изд-во, 1927. — [10] с.
- Часы: [Рассказ и стихи] / Рис. Н. Лапшина. М.—Л.: Гос. изд-во, 1927. — 15 с.
  - 2-е изд. М.—Л.: Гос. изд-во, 1929. — 15 с.
- Детский дом. [М.]: Гос. изд-во, 1928. — [11] с.
- Жак и Жанна. [Парижская коммуна]: [Стихи] / Обложка и рис. в тексте Н. Дормидонтова. Л.: Красная газета, 1929. — [16] с. — (Б-ка детской газ. «Ленинские искры»).
- Немного спорта разного сорта / Рис. М. Разулевича. [М.]: Гос. изд-во, [1930]. — [10] с.

### Переводы
- Киплинг Дж. Р. Стихотворения
- Россетти, Кристина Джорджина. Базар гномов (поэма)
- Цатурян А. Избранное / Пер. с арм. Е. Полонской, под ред. М. Лозинского. Ереван: Армгиз, 1940. — XVI, 112 с.

### Проза
- Поездка на Урал. Л.: Прибой, 1927. — 113, [2] c.
- Закусочная Зиве: [Рассказ для детей средн. возраста] / Рис. Исаака Эбериля. М.—Л.: Огиз — Мол. гвардия, 1931. — 51, [3] с.
- Пеппе Ракони: [Рассказ для детей средн. возраста] / Обл и рис. Л. Гальперина. М.—Л.: Огиз — Мол. гвардия, 1931. — 18, [2] с.
- Святая Амалия бастует: [Рассказ] / Рис. Вс. Лебедева. [Л.]: Лоиз, 1933. — 35 с.
- Люди советских будней: [Очерки]. [Л.]: Изд-во писателей в Ленинграде, [1934]. — 155, [2] с.
- На своих плечах. [Дружининцы Красного креста в период блокады Ленинграда]: Очерки / Илл.: И. Мицкевич. М.: Исполком Союза обществ Красного креста и красного полумесяца СССР, 1948. — 120 с.
- На своих плечах: Рассказы. [Л.]: Лениздат, 1948. — 168 с.
- Города и встречи: Книга воспоминаний / Вступ. статья, сост., подг. текста, комм., послесл. и подбор иллюстраций Б. Я. Фрезинского. М.: Новое литературное обозрение, 2008. — 656 с.